# The School Book Depository
Fredrik Solfors, född 30 november 1973 i Växjö församling, Kronobergs län, är en svensk musiker, känd som The School Book Depository.
Solfors har ingått i flera musikgrupper sedan 1990-talet, däribland Wagon, Low Season Combo och Kinetics. Wagon bildades på 1990-talet och medverkade bland annat på Hultsfredsfestivalen och Emmabodafestivalen samt utkom med ett antal studioalbum innan gruppen lades ner. Low Season Combo utkom med två album i Japan, men hindrades av tsunamikatastrofen 2011 från att följa upp albumen med en turné i landet. Året därpå, 2012, albumdebuterade gruppen Kinetics i Sverige. Sedan 2017 är Solfors verksam som soloartist under namnet The School Book Depository. Mellan 2017 och 2021 utkom han med en albumtrilogi.

## Diskografi
- 2017 – The School Book Depository
- 2019 – Bob and the Pitchfork Mob
- 2021 – Bob and the Eastern Beacon of Hope